# Nucli antic d'Horta de Sant Joan
El nucli antic d'Horta de Sant Joan és el centre antic del municipi d'Horta de Sant Joan (Terra Alta), declarat bé cultural d'interès nacional.

## Descripció
L'Horta de Sant Joan és situada en un turó, a l'extrem nord dels Ports de Beseit, al sector meridional de la comarca de la Terra Alta —entre els municipis d'Arnes, Prat de Comte, Bot i Caseres (de la mateixa comarca), i els d'Alfara de Carles i Paüls (del Baix Ebre) i els de Lledó d'Algars i Algars de Lledó (del Matarranya).
La situació d'Horta de Sant Joan, aturonada, en determinà morfològicament l'estructura i el seu creixement. S'hi poden distingir tres sectors que corresponen a tres amplis períodes. El primer i més antic, de planta ovalada, té com a centre el turó on hi havia hagut el castell i s'organitza en carrers concèntrics en sentit d'espiral ascendent. S'hi conserven les cases més senzilles i potser més antigues. El segon sector, format sobre la carena de la muntanya annexa al turó original, segurament entorn del segle xiv, s'organitzà a partir de la plaça de l'església, que actua com a ròtula que enllaça amb tres carrers paral·lels: de Santa Anna, de Baix i de Picasso. Altres carrers transversals superen els desnivells del terreny: carrers de l'Hospital, Grades o la Cruera. És en el segle xiv, durant el regnat de Pere el Cerimoniós, quan es construeixen les muralles d'Horta, que possiblement envoltaven tota aquesta zona. En aquest sector es conserven els edificis i els espais públics més emblemàtics de la població: l'església parroquial —edifici gòtic dels segles XIV-XV—, les places de l'Església i de Sant Salvador, l'ajuntament i la casa de la Comanda o del Delme —edificis renaixentistes del segle xvi o XVII—, l'hospital, separat ja dels edificis més significatius, i moltes cases d'aspecte senyorial fetes amb carreus de pedra picada i elements de pedra treballada: portals adovellats, ràfecs, llindes de finestres i porxos. La tercera àrea és la formada pels ravals del Mur, dels Àngels i de l'Hospital, fora del que devia ser el perímetre emmurallat. Moltes cases d'Horta de Sant Joan tenen la planta baixa dividida per un arc apuntat, que alguns autors atribueixen a un origen templer.
Per delimitar aquest conjunt, s'ha tingut en compte la topografia i el sistema viari, i també la potent imatge paisatgística, que va influir en l'obra de Picasso. L'entorn de protecció és una franja relativament regular al voltant del conjunt històric, que permet mantenir les perspectives del nucli des dels vials d'accés i de trànsit.

## Història
El lloc d'Horta (antigament Orta), documentat el 1153 per primera vegada, com a fronterer en la donació del castell de Miravet —després de la conquesta de Tortosa el 1148—, sembla que cap al 1163 fou conquerit per Alfons I, el qual el 1165 va donar carta de poblament, segons els furs de Saragossa, als qui poblessin els termes d'Horta i Bene. El 1174, Alfons I donà la jurisdicció del lloc als templers i, el 1182, els Montcada renunciaren als drets que hi tenien. El 1192, el mestre provincial del Temple donà als habitants d'Horta una nova carta de població segons els costums de Lleida. En suprimir-se els templers, a inici del segle xiv, la comanda d'Horta passà als hospitalers de la castellania d'Amposta. El 1359, la comanda d'Horta comprenia, a més, els llocs d'Arnes, Ferres —ara despoblat del terme d'Horta—, Bot, Caseres, Mudèfer i potser Prat de Comte. Al segle xiv, s'inicià un augment de població —de 43 focs el 1358 a 81 el 1378— que continuà els segles XV i XVI. D'aquest moment són una bona part dels edificis més representatius del nucli: l'ajuntament, la casa del Delme. Al segle xvii, durant la Guerra dels Segadors (1640), Horta fou saquejada i presa per assalt per evitar que caigués en mans castellanes. Els censos del segle xviii i del XIX tornen a assenyalar un increment de la població, fins a l'inici del segle xx. El 1919 es començà a anomenar Horta de Sant Joan.